# Malthinus pseudoscriptus
Malthinus pseudoscriptus is een keversoort uit de familie soldaatjes (Cantharidae). De wetenschappelijke naam van de soort werd in 1971 gepubliceerd door Wittmer.